# Göbelnrod
Göbelnrod ist ein Stadtteil von Grünberg im mittelhessischen Landkreis Gießen.

## Geografische Lage
Das Dorf liegt zwei Kilometer westlich von Grünberg im Tal der Wieseck in Mittelhessen im Vorderen Vogelsberg. Der höchste Punkt der Gemarkung ist die „Koppe“ mit 309,3 Meter über Normalnull. Der tiefste Punkt befindet sich in Höhe „Moorsee“ im Wiesecktal mit 235 m über NN.
Im Ort gibt es einen Bahnhof an der Bahnstrecke Gießen–Fulda. Etwa einen Kilometer südlich führt die Bundesstraße 49 an Göbelnrod vorbei.

## Ortsgeschichte

### Vor- und Frühgeschichte
Schon vor rund 7000 Jahren hielten sich Menschen in der heutigen Gemarkung von Göbelnrod auf. Die ältesten Nachweise stammen aus der Jungsteinzeit um 5000 v. Chr., dem Neolithikum. Diese Artefakte sind je zwei Vierkant- und Rechteckbeile, zwei Schuhleistenkeile sowie ein Ovalbeil.

### Mittelalter
Die mittelalterliche Geschichte Göbelnrods ist eng mit der des Klosters Wirberg verbunden. Die Ersterwähnung des Orts erfolgte im Jahr 1310: „iuxta villam Gebelenrade“ (neben Göbelnrod). Zu diesem Zeitpunkt übertrug die Begine Adelheid dem Kloster Wirberg 3 iugera Rottland auf dem hohen Berg bei dem Dorf Göbelnrod. Ausdrücklich wird Göbelnrod hier als „villa“ bezeichnet. Die Nennung des Dorfes findet sich in einem Kopiar des 18. Jahrhunderts. 1470 und später hat das Kloster Güterbesitz zu Göbelnrod. 1495 erhob das Kloster das sog. Königsgeld zu Wirberg und den Dörfern Reinhardshain, Beltershain, Lumda und Göbelnrod. 1373 lieh Ritter Eberhard von Merlau mit Zustimmung seiner Ganerben den halben Zehnten zu Hodenfeld, einer späteren Wüstung, mit allem Zubehör und 3 Maltern Korn auf dem Kloster zu Wirberg, die gegen den Zehnt von Göbelnrod vertauscht waren. In einer Urkunde des Jahres 1320 wurde der Ort als „Gebelinrode“ erwähnt. Dort heißt es: „versus Gebelinrode“. (Gegen Göbelnrod). Gobelnrode In einem Kopiar des 15. Jahrhunderts lautet der Eintrag „gelegen zu Gobelnrode“.
Der Ortsname wird mit dem Rufnamen Göbel gebildet, der sich von „Godabald“ oder „Godabrecht“ ableitet, also ist Göbelnrod die Rodung des Godabald.

### Neuzeit

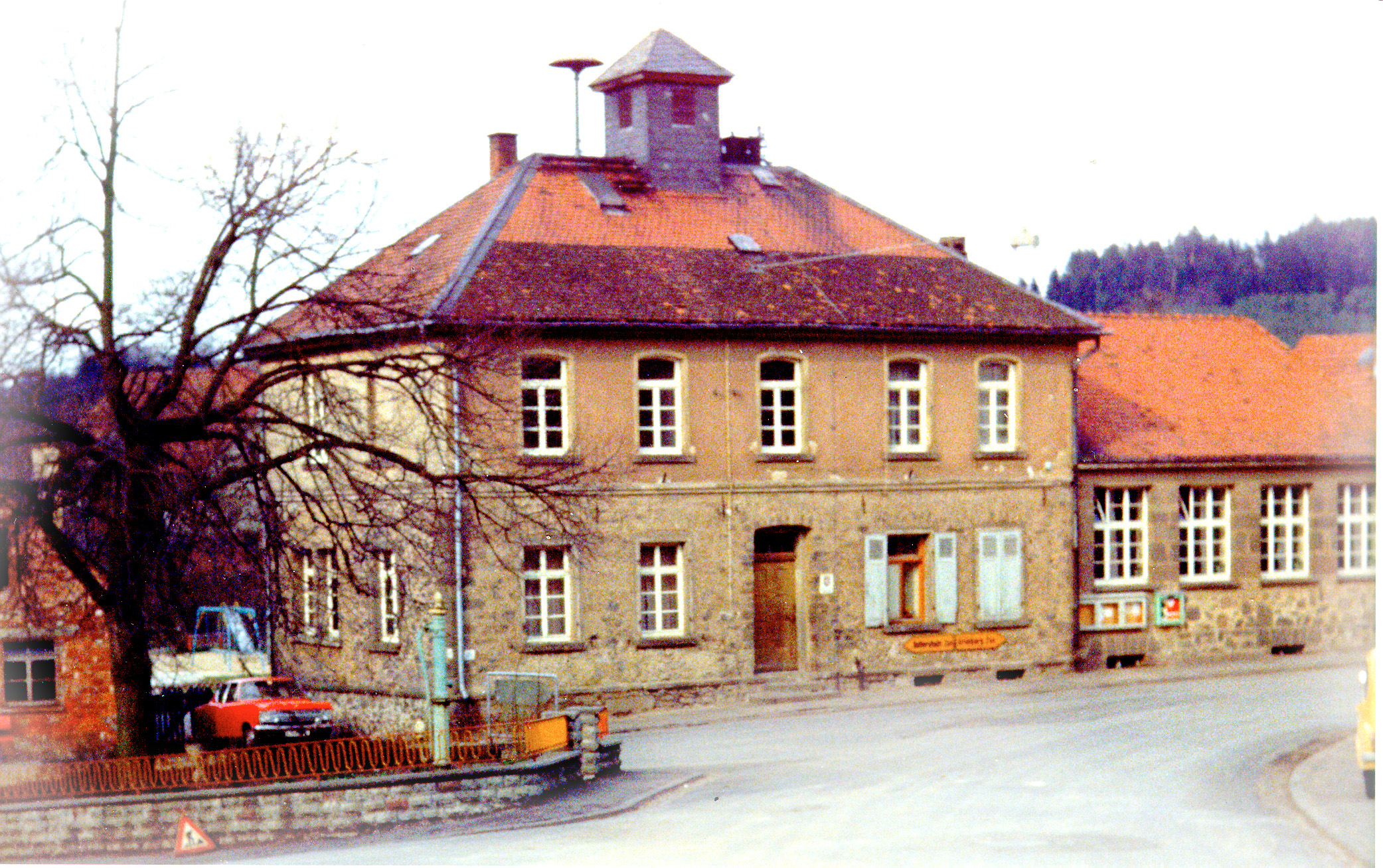
Dorfschule Göbelnrod, 1972

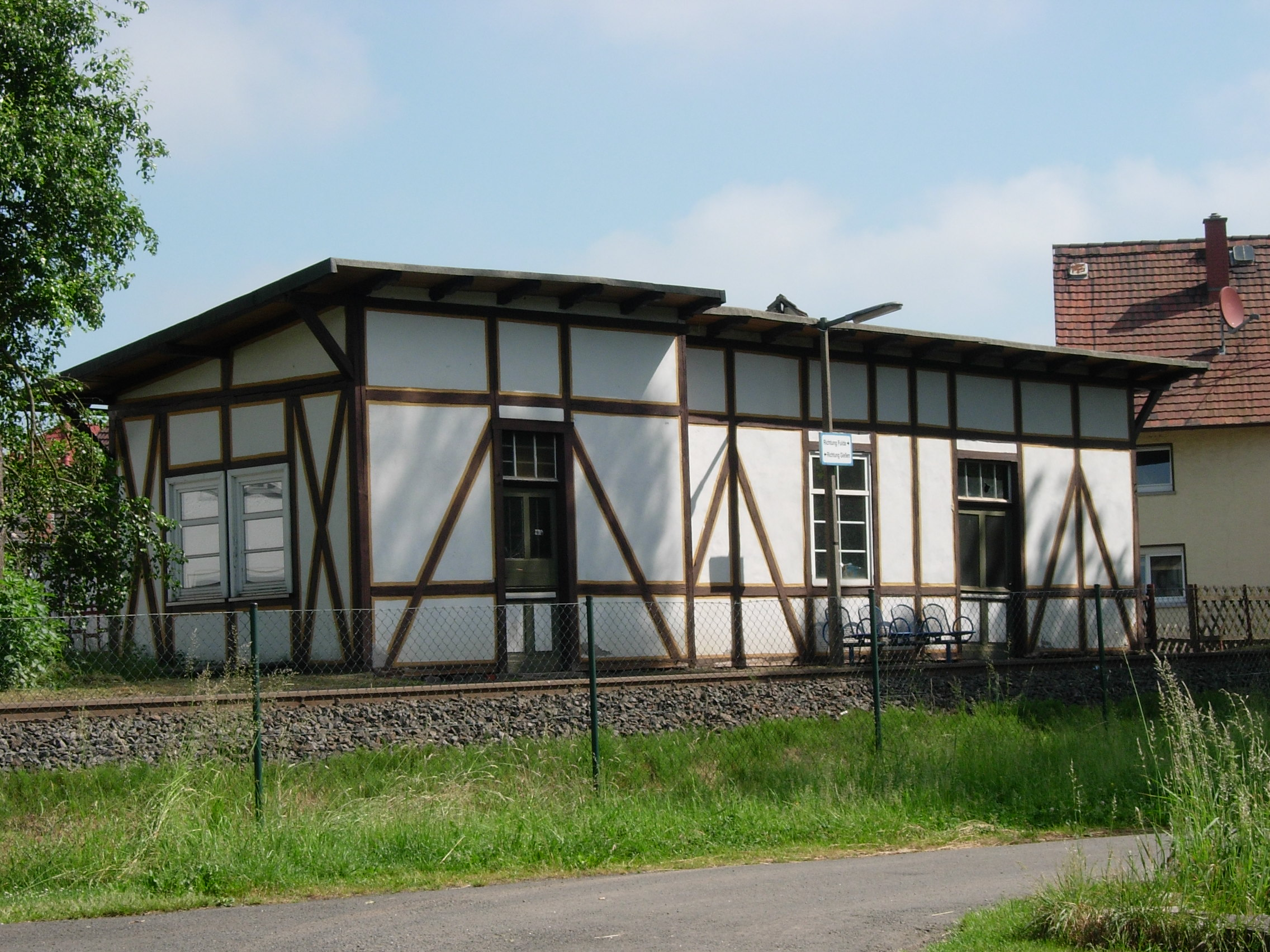
Haltestelle Göbelnrod, Juni 2008

Die Statistisch-topographisch-historische Beschreibung des Großherzogthums Hessen berichtet 1830 über Göbelnrod:

„Göbelnrod L Bez Grünberg evangel Filialdorf liegt 1⁄4 St. von Grünberg, hat 49 Häuser und 270 evangelische Einwohner, unter welchen sich 37 Bauern, 3 Handwerker und 5 Taglöhner befinden.“

Aufgrund der Einführung der allgemeinen Schulpflicht und steigenden Schülerzahlen erhielt Göbelnrod eine eigene Dorfschule, die im Jahr 1830 erbaut wurde. Zuvor besuchten die Schüler die Schule am Wirberg. Obwohl bereits 1869 die Bahnlinie zwischen Gießen und Grünberg eröffnet wurde, entstand erst 1908 eine Haltestelle mit Bahnhof im Ort. 1920 wurde Göbelnrod an das Stromnetz angeschlossen. 1933 erhielt das Dorf ein Back- und Feuerwehrhaus. Zwei Jahre später wurde ein Löschwasserteich angelegt. Nach dem Zweiten Weltkrieg wuchs die Einwohnerzahl erheblich durch Zuzug von Heimatvertriebenen, hauptsächlich aus den Kreisen Bischofteinitz, Karlsbad und Reichenberg im Sudetenland.
Die Wasserversorgung wurde 1955 erneuert und 1956 erfolgten der Anschluss an die moderne Kanalisation sowie der Ausbau der Dorfstraßen. Im selben Jahr entstand das Wochenendgebiet am „Reitzenberg“. Zur Dorferweiterung wurden 1960 bis 1962 das Baugebiet „Kreuzberg“ (obere Waldstraße), 1967 die „untere Waldstraße“ sowie 1982 die zusammenhängenden Gebiete „Wann“ und „Seifenwiesen“ erschlossen. 1963 wurde für das Kirchspiel Wirberg in Göbelnrod das neue Pfarrhaus mit Gemeindesaal errichtet. Die Bewohner erbauten durch Eigenleistung im Jahr 1965 die Leichenhalle auf dem Friedhof.
Göbelnrod seit der Hessischen Gebietsreform (1970–1977)
Im Zuge der hessischen Gebietsreform wurde sie bis dahin selbständige Gemeinde Göbelnrod zum 31. Dezember 1970 auf freiwilliger Basis in die Stadt Grünberg eingemeindet. Für Göbelnrod sowie für alle ehemals eigenständigen Gemeinden von Grünberg und die Kernstadt wurde je ein Ortsbezirk gebildet.
Der Anschluss an das Wasserversorgungsnetz der Stadt Grünberg nahm man 1973 vor, um die Frischwasserversorgung weiter gewährleisten zu können. 1976 wurde das Back- und Feuerwehrhaus durch ein neues Feuerwehrhaus mit integriertem Kühlraum für die Gefriergemeinschaft ersetzt. Der Abriss der alten Schule erfolgte 1979. Auf diesem Gelände wurde 1981 der Neubau des Dorfgemeinschaftshauses eingeweiht. Das Jahr 1998 brachte die Erneuerung der Wasserversorgungsleitung. 1996 wurde die Erweiterung des Baugebiets „In der Wann“ vorgenommen. Am 16. März 2000 wurde der Neubau des Jugendzentrums eingeweiht und seiner Bestimmung übergeben. Das 700-jährige Dorfjubiläum feierte Göbelnrod mit zahlreichen Veranstaltungen zwischen dem 5. Dezember 2009 und Silvester 2010. Den Höhepunkt der Feierlichkeiten stellte der stehende Festzug am 12. September 2010 dar.

### Verwaltungsgeschichte im Überblick
Die folgende Liste zeigt die Staaten und Verwaltungseinheiten, denen Göbelnrod angehört(e):
- 1391 und später: Heiliges Römisches Reich, Landgrafschaft Hessen, Landgericht Grünberg
- ab 1567: Heiliges Römisches Reich, Landgrafschaft Hessen-Marburg, Amt Grünberg[15]
- 1604–1648: Heiliges Römisches Reich, strittig zwischen Landgrafschaft Hessen-Darmstadt und Landgrafschaft Hessen-Kassel (Hessenkrieg)
- ab 1604: Heiliges Römisches Reich, Landgrafschaft Hessen-Darmstadt, Oberfürstentum Hessen, Amt Grünberg,[16]
- ab 1806: Großherzogtum Hessen,[Anm. 2] Fürstentum Ober-Hessen, Amt Grünberg[17][18]
- ab 1815: Großherzogtum Hessen, Provinz Oberhessen, Amt Grünberg[19]
- ab 1821: Großherzogtum Hessen, Provinz Oberhessen, Landratsbezirk Grünberg[Anm. 3]
- ab 1832: Großherzogtum Hessen, Provinz Oberhessen, Kreis Grünberg
- ab 1848: Großherzogtum Hessen, Regierungsbezirk Gießen
- ab 1852: Großherzogtum Hessen, Provinz Oberhessen, Kreis Grünberg
- ab 1867: Norddeutscher Bund,[Anm. 4] Großherzogtum Hessen, Provinz Oberhessen, Kreis Grünberg
- ab 1871: Deutsches Reich, Großherzogtum Hessen, Provinz Oberhessen, Landkreis Grünberg
- ab 1874: Deutsches Reich, Großherzogtum Hessen, Provinz Oberhessen, Kreis Gießen
- ab 1918: Deutsches Reich (Weimarer Republik), Volksstaat Hessen, Kreis Gießen
- ab 1938: Deutsches Reich, Volksstaat Hessen, Landkreis Gießen[20][Anm. 5]
- ab 1945: Amerikanische Besatzungszone,[Anm. 6] Groß-Hessen, Regierungsbezirk Darmstadt, Landkreis Gießen
- ab 1946: Amerikanische Besatzungszone, Hessen, Regierungsbezirk Darmstadt, Landkreis Gießen
- ab 1949: Bundesrepublik Deutschland, Hessen, Regierungsbezirk Darmstadt, Landkreis Gießen
- ab 1971: Bundesrepublik Deutschland, Hessen, Regierungsbezirk Darmstadt, Landkreis Gießen, Stadt Grünberg[Anm. 7]
- ab 1977: Bundesrepublik Deutschland, Hessen, Regierungsbezirk Darmstadt, Lahn-Dill-Kreis, Stadt Grünberg
- ab 1979: Bundesrepublik Deutschland, Hessen, Regierungsbezirk Darmstadt, Landkreis Gießen, Stadt Grünberg
- ab 1981: Bundesrepublik Deutschland, Hessen, Regierungsbezirk Gießen, Landkreis Gießen, Stadt Grünberg

### Recht

#### Materielles Recht
In Göbelnrod galt der Stadt- und Amtsbrauch von Grünberg als Partikularrecht. Das Gemeine Recht galt nur, soweit der Amtsbrauch keine Bestimmungen enthielt. Dieses Sonderrecht alten Herkommens behielt seine Geltung auch während der Zugehörigkeit zum Großherzogtum Hessen im 19. Jahrhundert, bis es zum 1. Januar 1900 von dem einheitlich im ganzen Deutschen Reich geltenden Bürgerlichen Gesetzbuch abgelöst wurde.

#### Gerichtsverfassung seit 1803
In der Landgrafschaft Hessen-Darmstadt wurde mit Ausführungsverordnung vom 9. Dezember 1803 das Gerichtswesen neu organisiert. Für die Provinz Oberhessen wurde das Hofgericht Gießen als Gericht der zweiten Instanz eingerichtet. Die Rechtsprechung der ersten Instanz wurde durch die Ämter bzw. Standesherren vorgenommen und somit war für Göbelnrod das „Amt Grünberg“ zuständig. Das Hofgericht war für normale bürgerliche Streitsachen Gericht der zweiten Instanz, für standesherrliche Familienrechtssachen und Kriminalfälle die erste Instanz. Übergeordnet war das Oberappellationsgericht Darmstadt. Nach der Gründung des Großherzogtums Hessen 1806 wurden die Aufgaben der ersten Instanz 1821 im Rahmen der Trennung von Rechtsprechung und Verwaltung auf die neu geschaffenen Landgerichte übertragen. „Landgericht Grünberg“ war daher von 1821 bis 1879 die Bezeichnung für das erstinstanzliche Gericht, das für Göbelnrod zuständig war.
Anlässlich der Einführung des Gerichtsverfassungsgesetzes mit Wirkung vom 1. Oktober 1879, infolge derer die bisherigen großherzoglichen Landgerichte durch Amtsgerichte an gleicher Stelle ersetzt wurden, während die neu geschaffenen Landgerichte nun als Obergerichte fungierten, kam es zur Umbenennung in „Amtsgericht Grünberg“ und Zuteilung zum Bezirk des Landgerichts Gießen. Am 1. Juli 1968 erfolgte die Auflösung des Amtsgerichts Grünberg, Göbelnrod wurde dem Amtsgericht Alsfeld zugelegt.

## Bevölkerung

### Einwohnerstruktur 2011
Nach den Erhebungen des Zensus 2011 lebten am Stichtag dem 9. Mai 2011 in Göbelnrod 618 Einwohner. Darunter waren 15 (2,4 %) Ausländer. Nach dem Lebensalter waren 108 Einwohner unter 18 Jahren, 252 zwischen 18 und 49, 147 zwischen 50 und 64 und 111 Einwohner waren älter. Die Einwohner lebten in 246 Haushalten. Davon waren 48 Singlehaushalte, 84 Paare ohne Kinder und 87 Paare mit Kindern, sowie 18 Alleinerziehende und 6 Wohngemeinschaften. In 48 Haushalten lebten ausschließlich Senioren und in 168 Haushaltungen lebten keine Senioren.

### Einwohnerentwicklung
| Quelle: Historisches Ortslexikon |                                                           |
| • 1577:                          | 013 Hausgesesse                                           |
| • 1630:                          | 011 zweispännige, 5 einspännige Ackerleute, 1 Einläuftige |
| • 1669:                          | 088 Seelen                                                |
| • 1742:                          | 038 Untertanen, 13 junge Mannschaften, kein Beisasse/Jude |
| • 1791:                          | 198 Einwohner                                             |
| • 1800:                          | 221 Einwohner                                             |
| • 1806:                          | 254 Einwohner, 49 Häuser                                  |
| • 1829:                          | 270 Einwohner, 49 Häuser                                  |
| • 1867:                          | 237 Einwohner, 42 bewohnte Gebäude                        |
| • 1875:                          | 250 Einwohner, 20 bewohnte Gebäude                        |

| Göbelnrod: Einwohnerzahlen von 1791 bis 2020 | Göbelnrod: Einwohnerzahlen von 1791 bis 2020 | Göbelnrod: Einwohnerzahlen von 1791 bis 2020 | Göbelnrod: Einwohnerzahlen von 1791 bis 2020 | Göbelnrod: Einwohnerzahlen von 1791 bis 2020 |
| --- | -------------------------------------------- | -------------------------------------------- | -------------------------------------------- | -------------------------------------------- |
| Jahr |                                              |                                              |                                              | Einwohner                                    |
| 1791 | 1791                                         |                                              | 198                                          | 198                                          |
| 1800 | 1800                                         |                                              | 221                                          | 221                                          |
| 1806 | 1806                                         |                                              | 254                                          | 254                                          |
| 1829 | 1829                                         |                                              | 270                                          | 270                                          |
| 1834 | 1834                                         |                                              | 278                                          | 278                                          |
| 1840 | 1840                                         |                                              | 257                                          | 257                                          |
| 1846 | 1846                                         |                                              | 277                                          | 277                                          |
| 1852 | 1852                                         |                                              | 284                                          | 284                                          |
| 1858 | 1858                                         |                                              | 270                                          | 270                                          |
| 1864 | 1864                                         |                                              | 245                                          | 245                                          |
| 1871 | 1871                                         |                                              | 260                                          | 260                                          |
| 1875 | 1875                                         |                                              | 250                                          | 250                                          |
| 1885 | 1885                                         |                                              | 204                                          | 204                                          |
| 1895 | 1895                                         |                                              | 227                                          | 227                                          |
| 1905 | 1905                                         |                                              | 247                                          | 247                                          |
| 1910 | 1910                                         |                                              | 251                                          | 251                                          |
| 1925 | 1925                                         |                                              | 287                                          | 287                                          |
| 1939 | 1939                                         |                                              | 327                                          | 327                                          |
| 1946 | 1946                                         |                                              | 475                                          | 475                                          |
| 1950 | 1950                                         |                                              | 526                                          | 526                                          |
| 1956 | 1956                                         |                                              | 490                                          | 490                                          |
| 1961 | 1961                                         |                                              | 504                                          | 504                                          |
| 1967 | 1967                                         |                                              | 512                                          | 512                                          |
| 1970 | 1970                                         |                                              | 526                                          | 526                                          |
| 1980 | 1980                                         |                                              | ?                                            | ?                                            |
| 1987 | 1987                                         |                                              | 555                                          | 555                                          |
| 2003 | 2003                                         |                                              | 702                                          | 702                                          |
| 2011 | 2011                                         |                                              | 618                                          | 618                                          |
| 2016 | 2016                                         |                                              | 589                                          | 589                                          |
| 2020 | 2020                                         |                                              | 595                                          | 595                                          |
| Datenquelle: Historisches Gemeindeverzeichnis für Hessen: Die Bevölkerung der Gemeinden 1834 bis 1967. Wiesbaden: Hessisches Statistisches Landesamt, 1968. Weitere Quellen: LAGIS; Ab 1970: Stadt Grünberg:; Zensus 2011 |                                              |                                              |                                              |                                              |

### Historische Religionszugehörigkeit
| • 1829: | 270 evangelische (= 100 %) Einwohner                               |
| • 1961: | 391 evangelische (= 77,58 %), 94 katholische (= 18,65 %) Einwohner |

### Historische Erwerbstätigkeit
| • 1961: | Erwerbspersonen: 82 Land- und Forstwirtschaft, 74 Produzierendes Gewerbe, 41 Handel, Verkehr und Nachrichtenübermittlung, 32 Dienstleistungen und Sonstige. |

## Politik

### Ortsbeirat
Für den Stadtteil Göbelnrod besteht ein Ortsbezirk (Gebiete der ehemaligen Gemeinde Göbelnrod) mit Ortsbeirat und Ortsvorsteher nach der Hessischen Gemeindeordnung.
Der Ortsbeirat besteht aus neun Mitgliedern. Bei den Kommunalwahlen in Hessen 2021 betrug die Wahlbeteiligung zum Ortsbeirat 55,80 %. Alle Kandidaten gehörten der „Bürgerliste Göbelnrod“ an. Der Ortsbeirat wählte Jens Müll zum Ortsvorsteher.

### Bürgermeister
Bis zur Eingemeindung wählte Göbelnrod einen Bürgermeister.
Amtsinhaber seit dem Kaiserreich:
| - Michael Wilhelm, 1870 bis 1898 - Heinrich Damm, 1898 bis 1913 - Heinrich Weber, 1914 bis 1938 - Heinrich Kern, 1938 bis 1945 | - Ludwig Margolf, 1946 bis 1949 - Heinrich Kern, 1949 bis 1964 - Hans Flick, 1964 bis 1970 - Otto Schmidt, 1970 (ab 1971 Ortsvorsteher) |

### Historische Ortsvorsteher
| - Otto Schmidt, 1971 bis 1972 - Hans-Ludwig Vogler, 1972 bis 1981 - Wilhelm Leib, 1981 bis 1986 - Klaus Margolf, 1986 bis 1993 | - Hans-Ludwig Vogler, 1993 bis 2001 - Marco Piontek, 2001 bis 2011 - Jens Müll, seit 2011 |

## Kultur und Sehenswürdigkeiten
- Wirberg, eine ehemalige Klosteranlage westlich des Ortes

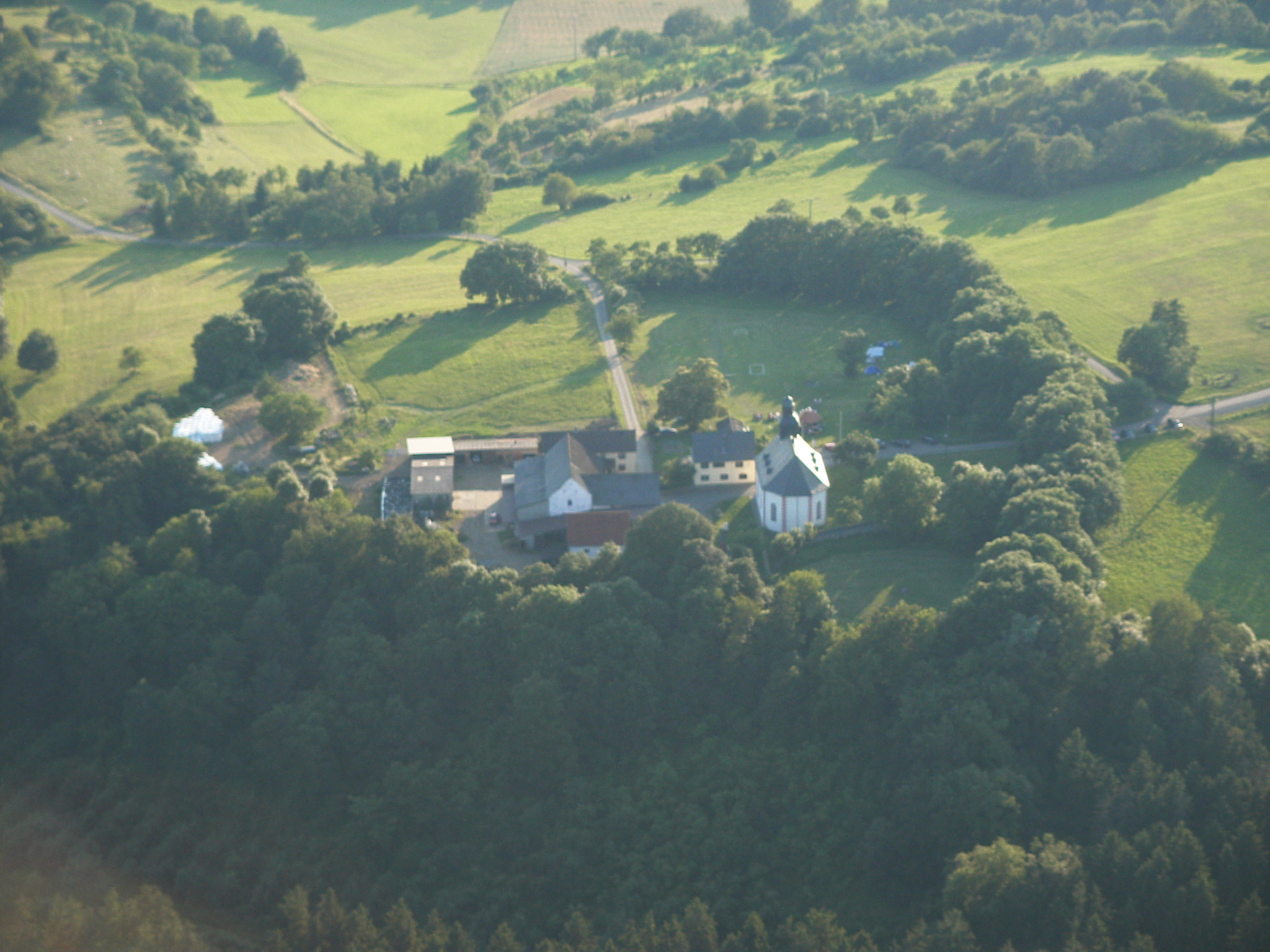
Luftaufnahme des Wirbergs nahe Göbelnrod, Juni 2002
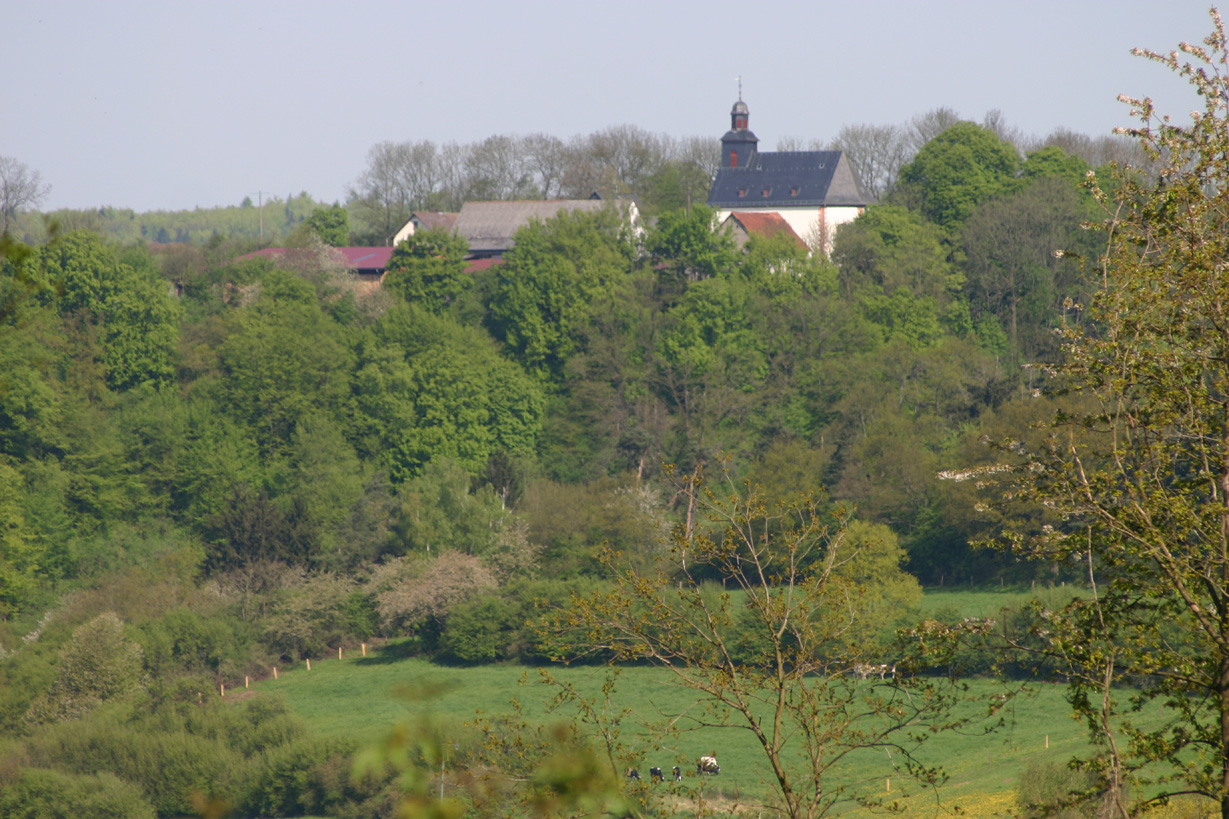
Wirberg nahe Göbelnrod, Mai 2008

### Vereine
Eine Anzahl von Vereinen bestimmt das kulturelle Dorfleben:
- Carneval-Verein Göbelnrod 1973 e. V.
- Eintracht Fan-Club „Adlerkralle“ Göbelnrod 1992 e. V.
- Evangelische Frauenhilfe Göbelnrod, gegründet 1932
- Freiwillige Feuerwehr Göbelnrod e. V., gegründet 1952
- Gesangverein „Eintracht“ Göbelnrod, gegründet 1903
- Obst- und Gartenbauverein Göbelnrod, gegründet 1936
- Sportverein 1927 Göbelnrod e. V.
- Tischtennisclub 1982 Göbelnrod